# 髙佐風梨
髙佐 風梨（こうさ ふうり、2000年9月4日 - ）は、日本の女子バレーボール選手である。

## 来歴
奈良県天理市出身。母の影響で小学3年生からバレーボールを始める。
奈良女子高等学校、東京女子体育大学を経て、2022-23シーズン、V.LEAGUE DIVISION1 WOMEN（V1女子）に所属するトヨタ車体クインシーズの内定選手となった。
2023年、大学卒業後に、トヨタ車体クインシーズに入団した。6月に第31回ユニバーシアード代表に選出。チームは銀メダルを獲得した。
入団1シーズン目となる2023-24シーズンにV1女子の試合に出場し、Vリーグデビューを果たした。以降も試合に出場し、同シーズンV1女子終了後に最優秀新人賞を受賞した。
2025年7月、日本代表追加登録選手として発表された。

## 球歴
- ユニバーシアード日本代表 - 2023年
- 日本代表（2025年）

## 所属チーム
- 奈良女子高等学校（2016-2019年）
- 東京女子体育大学（2019-2023年）
- トヨタ車体クインシーズ/クインシーズ刈谷（2023年-）

## 受賞歴
- 2024年 - 2023-24 V.LEAGUE DIVISION1 WOMEN 最優秀新人賞